# Internationale Kinder- und Jugendliteratur beim Internationalen Literaturfestival Berlin 2013

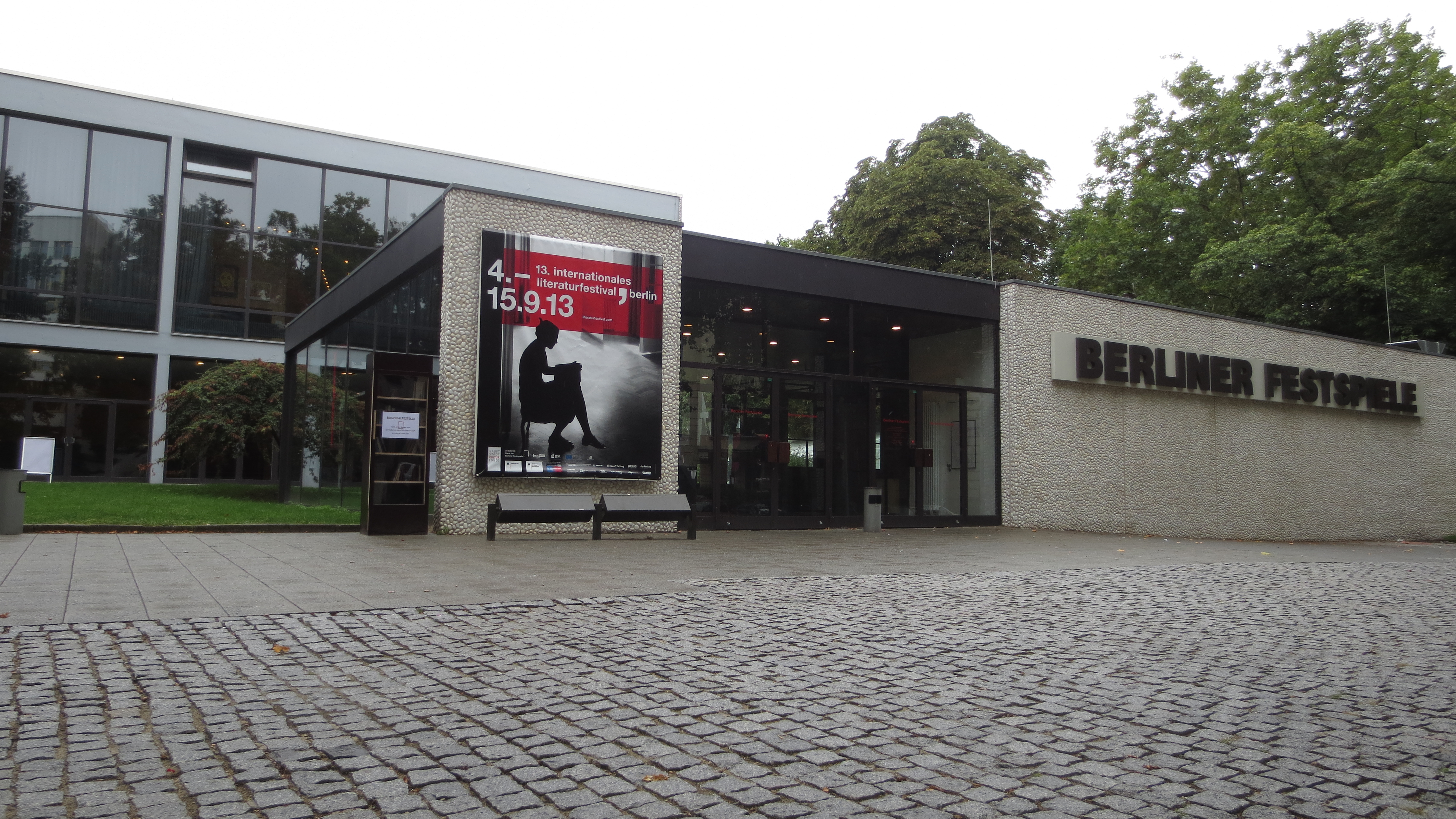
Festivalzentrum des 13. Internationalen Literaturfestivals Berlin: Haus der Berliner Festspiele (September 2013)

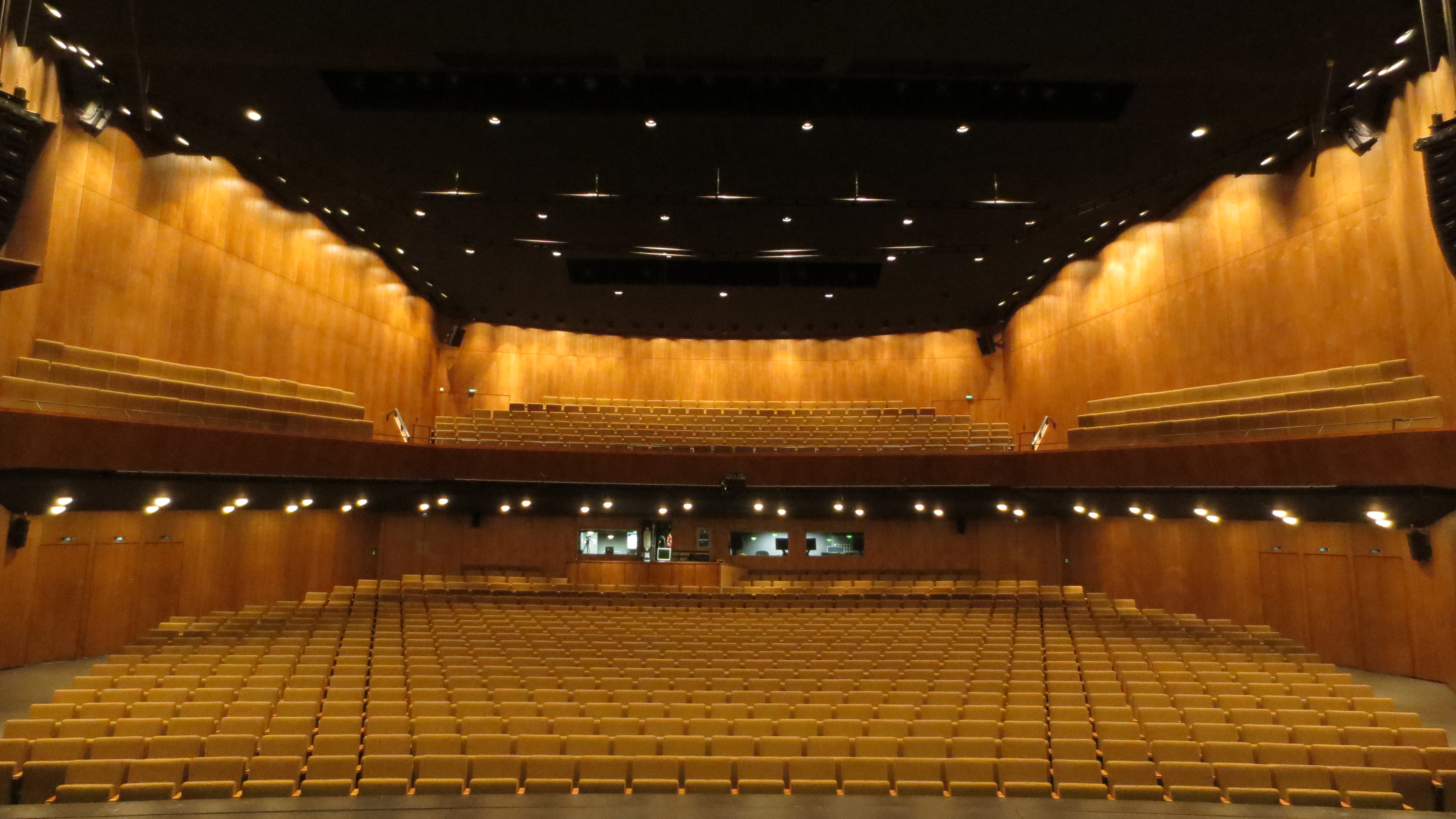
Großer Saal im Haus der Berliner Festspiele, dem Festivalzentrum des 13. Internationalen Literaturfestivals Berlin (September 2013)

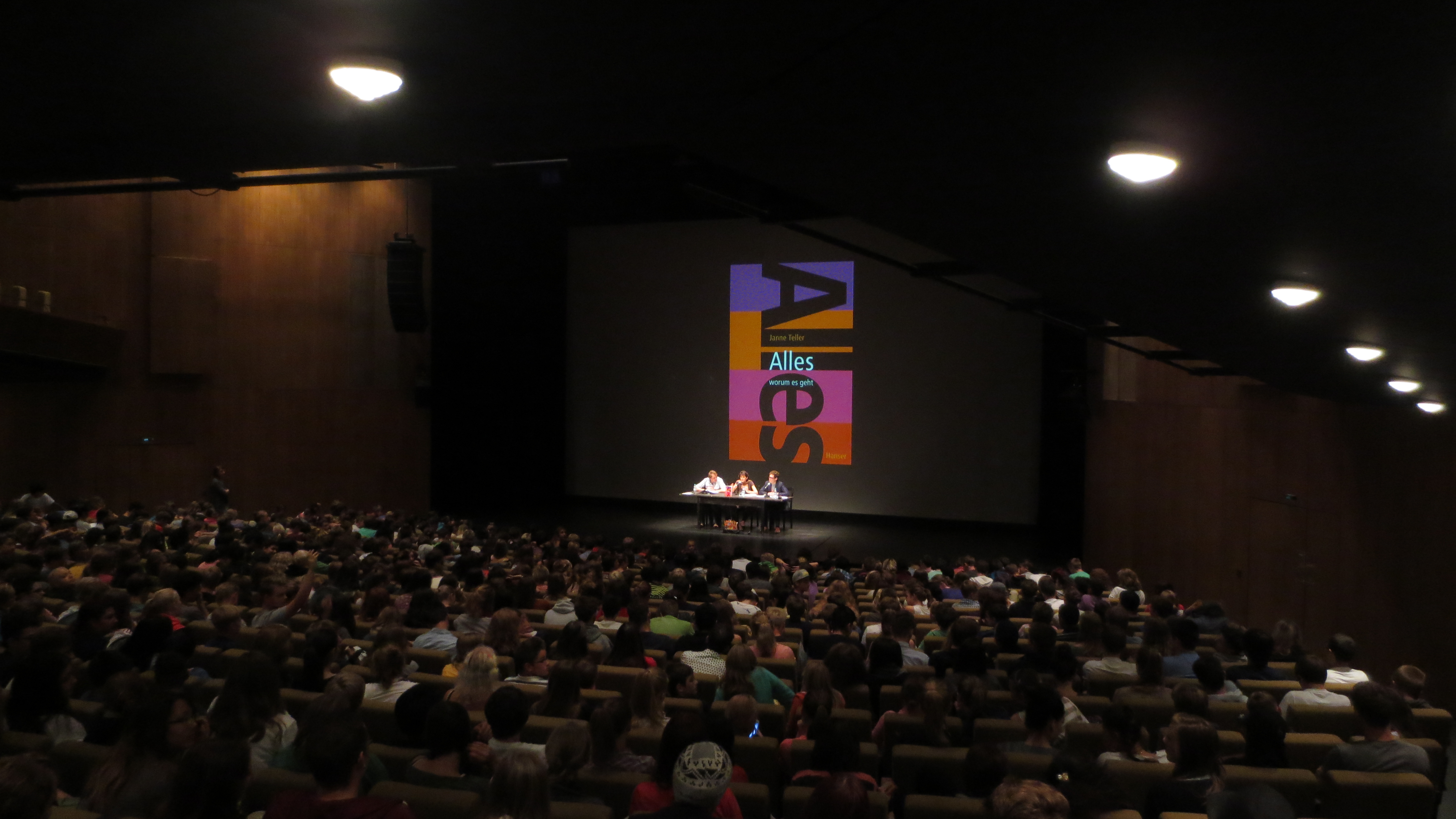
Weltpremieren-Lesung von Janne Tellers Roman Alles – Worum es geht (2013) im Rahmen des 13. Internationalen Literaturfestivals Berlin am 3. September 2013 auf der Großen Bühne im Haus der Berliner Festspiele.

Das 13. Internationale Literaturfestival Berlin mit dessen Festivalsektion Internationale Kinder- und Jugendliteratur fand vom 4. bis zum 15. September 2013 statt. Hauptveranstaltungsort war das Haus der Berliner Festspiele.

## Gäste
2013 waren 15 Autoren und Illustratoren Gäste der Festivalsektion Internationale Kinder- und Jugendliteratur. Daneben traten Gäste anderer Festivalsektionen im Kinder- und Jugendprogramm auf. Außerdem fand eine Retrospektive statt:
| Gast                     | Nationalität         | im Kinder- und Jugendprogramm vorgestellte Bücher | Festivalsektion                                                                    |
| ------------------------ | -------------------- | --- | ---------------------------------------------------------------------------------- |
| Milena Baisch            | Deutschland          | Anton taucht ab (2010) | Internationale Kinder- und Jugendliteratur                                         |
| Gabi Beltrán             | Spanien              | Geschichten aus dem Viertel / Històries de Barri (2011) | Cross Section: Graphic Novel Day und Internationale Kinder- und Jugendliteratur    |
| John Boyne               | Irland               | Die unglaublichen Abenteuer des Barnaby Brocket (2013) / The Terrible Thing that Happened to Barnaby Brocket (2012) | Internationale Kinder- und Jugendliteratur                                         |
| Manuele Fior             | Italien / Frankreich | Die Übertragung / L‘Entrevue (2013) | Cross Section: Graphic Novel Day und Internationale Kinder- und Jugendliteratur    |
| Cornelia Funke           | Deutschland / USA    | Geisterritter (2011), Reckless – Lebendige Schatten (2013) | Internationale Kinder- und Jugendliteratur                                         |
| Inés Garland             | Argentinien          | Die anderen Inseln (Festivaltitel, nicht in deutscher Sprache erschienen) / Piedra, Papel o Tijera (2009), Wie ein unsichtbares Band (2013) | Internationale Kinder- und Jugendliteratur                                         |
| Yves Grevet              | Frankreich           | Méto – Das Haus / Méto – La Maison (2012), Méto – Die Insel / Méto – L’Île (2012), Méto – Die Welt / Méto – Le Monde (2013) | Internationale Kinder- und Jugendliteratur                                         |
| Finn-Ole Heinrich        | Deutschland          | Cliffhanger (2011), Frerk, du Zwerg! (2011), Die erstaunlichen Abenteuer der Maulina Schmitt – Mein kaputtes Königreich (2013) | Internationale Kinder- und Jugendliteratur                                         |
| Franz Hohler             | Schweiz              | Dr. Parkplatz (1980) | Cross Section: Weltweisheit und Internationale Kinder- und Jugendliteratur         |
| Chen Jianghong           | China / Frankreich   | An Großvaters Hand – Meine Kindheit in China (2009) / Mao et Moi (2008), Der kleine Fischer und der Knochenmann (Festivaltitel, nicht in deutscher Sprache erschienen) / Le petit Pêcheur et le Squelette (2013) | Internationale Kinder- und Jugendliteratur                                         |
| Joke van Leeuwen         | Niederlande          | Als mein Vater ein Busch wurde und ich meinen Namen verlor (2012) / Oen mijn Vader een Struik wird (2010), Augenblick mal – Was wir sehen, wenn wir sehen, und warum (2012) / Een halve Hond heel Denken – een Boek over Kijken (2008) | Internationale Kinder- und Jugendliteratur                                         |
| Nicolas Mahler           | Österreich           | Alice in Sussex (2013) | Cross Section: Graphic Novel Day und Internationale Kinder- und Jugendliteratur    |
| Geert Mak                | Niederlande          | Amerika! Auf der Suche nach dem Land der unbegrenzten Möglichkeiten (2013) / Reizen zonder John – Op zoek naar Amerika (2012) | Cross Section: Literaturen der Welt und Internationale Kinder- und Jugendliteratur |
| Raquel J. Palacio        | USA                  | Wunder (2013) | Internationale Kinder- und Jugendliteratur                                         |
| Mirjam Pressler          | Deutschland          | Ein Buch für Hanna (2011) | Internationale Kinder- und Jugendliteratur                                         |
| Antoine de Saint-Exupéry | Frankreich           | Der kleine Prinz (1950) | Retrospektive                                                                      |
| Andreas Schulze          | Deutschland          | Herr Ostertag macht Geräusche (2013) | Internationale Kinder- und Jugendliteratur                                         |
| Ruta Sepetys             | USA                  | Und in mir der unbesiegbare Sommer / Between Shades of Gray (2011), Raus aus New Orleans (Festivaltitel, nicht in deutscher Sprache erschienen) / Out of the Easy (2013) | Internationale Kinder- und Jugendliteratur                                         |
| Seyyed Ali Shodjaie      | Iran                 | Der große Schneemann – Ein Bilderbuch aus dem Iran / دنوشن بآ اه يفرب مدآ رگا (2013) | Internationale Kinder- und Jugendliteratur                                         |
| Bhajju Shyam             | Indien               | Das Geheimnis der Bäume (2009) / The Night Life of Trees (2006), Allein im Wald (Festivaltitel, nicht in deutscher Sprache erschienen), Das Londoner Dschungelbuch (Festivaltitel, nicht in deutscher Sprache erschienen) / The London Jungle Book (2004), So sehe ich die Dinge (Festivaltitel, nicht in deutscher Sprache erschienen) / That’s how I See Things (2007) | Internationale Kinder- und Jugendliteratur                                         |
| Janne Teller             | Dänemark / USA       | Alles – Worum es geht (2013) | Internationale Kinder- und Jugendliteratur                                         |
| Brecht Vandenbroucke     | Belgien              | White Cube (2013) | Cross Section: Graphic Novel Day und Internationale Kinder- und Jugendliteratur    |
| Józef Wilkoń             | Polen                | Leopanther – Eine Liebesgeschichte (1991), Tallula – Königin der Nacht (2012) | Internationale Kinder- und Jugendliteratur                                         |

## Veranstaltungsorte
Insgesamt wurden 23 Veranstaltungsorte bespielt. Hauptveranstaltungsort war das Haus der Berliner Festspiele, wo die Große Bühne mit circa 999 Sitzplätzen, die Seitenbühne mit circa 230 Sitzplätzen, die Hinterbühne mit circa 99 Sitzplätzen und die Probebühne mit circa 99 Sitzplätzen bespielt wurden. Weiterhin fanden Veranstaltungen in 15 Kulturinstitutionen statt, und zwar in der Botschaft der Republik Litauen, der Bezirkszentralbibliothek Philipp Schaeffer, dem Deutschen Historischen Museum, der gelben Villa, der Gartenarbeitsschule Ilse Demme, der Gemäldegalerie, dem Georg-Büchner-Buchladen am Kollwitzplatz, dem Grips-Theater, dem Instituto Cervantes Berlin, dem Jugendkulturzentrum Pumpe, der Jugendstrafanstalt Berlin, der Neuköllner Oper, der NRW Landesvertretung in Berlin, der Schaubude und dem Weinmeisterhaus. Daneben fanden Veranstaltungen an sieben Schulen statt: in der Allegro-Grundschule, dem Europäischen Gymnasium Bertha von Suttner, der Friedensburg-Oberschule, der Gustav-Heinemann-Schule, der Karl-Sellheim-Schule, der Lenau-Grundschule und der Wilhelm-von-Humboldt-Gemeinschaftsschule.

## Programm
Im Rahmen des Programms wurden die Bücher Le petit pêcheur et le squelette (2013) von Chen Jianghong, Die erstaunlichen Abenteuer der Maulina Schmitt – Mein kaputtes Königreich (2013) von Finn-Ole Heinrich, Preben Kaas – Herr Ostertag macht Geräusche (2013) von Andreas Schulze und Alles – Worum es geht (2013) von Janne Teller als Weltpremieren vorgestellt.

## Bibliothek für junge Leser
Zum zweiten Mal in der Geschichte des Festivals wurden die Gäste des Kinder- und Jugendprogramms gebeten, ein Buch auszuwählen, welches sie jungen Lesern zur Lektüre empfehlen möchten. Die empfohlenen Bücher wurden während des Festivals in der Kassenhalle im Haus der Berliner Festspiele ausgestellt. Folgende Bücher wurden empfohlen:
| Festivalgast         | Titel des empfohlenen Buches | Autor / Illustrator des empfohlenen Buches |
| -------------------- | --- | ------------------------------------------ |
| Milena Baisch        | Onkel Ede hat einen Schnurrbart (1971) | Bertolt Brecht, Ursula Kirchberg           |
| John Boyne           | The silver sword(1956) / Das silberne Messer (1963) | Ian Serraillier                            |
| Chen Jianghong       | Just me (1965) | Marie Hall Ets                             |
| Manuele Fior         | A Portrait of the Artist as a Young Man (1916) / Ein Porträt des Künstlers als junger Mann (1972)                                                                  | James Joyce                                |
| Inés Garland         | The God of small Things (1997) / Der Gott der kleinen Dinge (1999)                                                                                                 | Arundhati Roy                              |
| Yves Grevet          | Blanche-Trilogie bestehend aus Blanche ou la triple contrainte de l'enfer (2005), Blanche et l'Oeil du grand khan (2006) und Blanche et le vampire de Paris (2007) | Hervé Jubert                               |
| Finn-Ole Heinrich    | Waiting fot the Barbarians (1980) / Warten auf die Barbaren (1984)                                                                                                 | John M. Coetzee                            |
| Franz Hohler         | Der 35. Mai oder Konrad reitet in die Südsee (1931) | Erich Kästner                              |
| Joke van Leeuwen     | Le città invisibili (1972) / Die unsichtbaren Städte (1977) | Italo Calvino                              |
| Nicolas Mahler       | Candide ou l'optimisme (1759) / Candide oder der Optimismus (1971)                                                                                                 | Voltaire                                   |
| Geert Mak            | Over het water (1998) / Über das Wasser (2000) | H. M. van den Brink                        |
| Raquel J. Palacio    | Mondo piccolo – Don Camillo (1948) / Don Camillo und Peppone (1950)                                                                                                | Giovanni Guareschi                         |
| Andreas Schulze      | Holes (1998) / Löcher – Die Geheimnisse von Green Lake (2000) | Louis Sachar                               |
| Ruta Sepetys         | The Arrival (2006) / Ein neues Land (2008) | Shaun Tan                                  |
| Seyyed Ali Shodjaie  | Le Petit Prince (1943) / Der kleine Prinz (1950) | Antoine de Saint-Exupéry                   |
| Janne Teller         | A History of Western Philosophy (1945) / Philosophie des Abendlandes (1950)                                                                                        | Bertrand Russell                           |
| Brecht Vandenbroucke | Elvis Road (2007) | Studio Elvis                               |
| Robert Paul Weston   | Momo (1973) | Michael Ende                               |
| Józef Wilkoń         | W Nieparyżu i gdzie indziej (1967) | Anna Kamieńska                             |

## Publikationen
2013 erschien im Verlag Vorwerk 8 die zweisprachige, deutsch-englische Publikation Schlüssel für die Zukunft – Welche Kinder- und Jugendliteratur braucht Europa? / Keys to the Future – What kind of Children´s and Young Adult Literature does Europe need?, herausgegeben von Birte Hendricks, Christoph Peter und Ulrich Schreiber, ISBN 978-3-940384-54-6. Das Buch enthält eine Einführung ins Thema, sowie Buchempfehlungen und Texte verschiedener Autoren und Illustratoren, die Gäste des 12. Internationalen Literaturfestivals Berlin waren.